# Xeronycteris vieirai
Xeronycteris vieirai е вид прилеп от семейство Американски листоноси прилепи (Phyllostomidae).

## Разпространение и местообитание
Видът е разпространен в Бразилия.
Обитава гористи местности и места със суха почва.